# Clark Hills
Die Clark Hills sind eine Gruppe niedriger und hauptsächlich verschneiter Hügel im westantarktischen Palmerland im Süden der Antarktischen Halbinsel. Sie erstrecken sich 8 km südwestlich der Eland Mountains über eine Länge von 6 km.
Der United States Geological Survey kartierte das Gebiet im Jahr 1974. Das Advisory Committee on Antarctic Names benannte die Formation 1976 nach Kerry Bruce Clark (* 1945), Biologe des United States Antarctic Research Program bei den International Weddell Sea Oceanographic Expeditions in den Jahren 1968 und 1969.